# Chrysopilus cricosphaerota
Chrysopilus cricosphaerota är en tvåvingeart som beskrevs av Speiser 1914. Chrysopilus cricosphaerota ingår i släktet Chrysopilus och familjen snäppflugor. Inga underarter finns listade i Catalogue of Life.